# رود قره‌سو (کرمانشاه)
قره‌سو (به کردی: خوه‌ره‌سۊ
) رودخانه‌ای است که در دشت کرمانشاه جریان دارد و از درون شهر کرمانشاه می‌گذرد. این رود از سرآب روانسر در شمال‌غرب کرمانشاه سرچشمه گرفته و پس از عبور از این شهر در منطقه فرامان به رود گاماسیاب می‌پیوندد .
رودخانۀ قره‌سو به دلیل ورود فاضلاب شهر کرمانشاه و همچنین زباله و نخاله در اطراف آن به رودخانه‌ای به شدت آلوده با سیمایی اسفناک تبدیل شده و از آن به عنوان رودخانه‌ای مُرده و آلوده‌ترین رودخانۀ کرمانشاه یاد می‌شود.

## وجه تسمیه
واژۀ «قره‌سو» محل اظهارنظرهای مختلفی بوده‌است. گفته می‌شود که نام قره‌سو از دو واژۀ ترکی «قره» به معنای سیاه، بزرگ و بسیار، و «سو» به معنای آب تشکیل شده و در زبان ترکی به معنی «آب سیاه» و یا «رودخانۀ بزرگ و پرآب» است.
هنری راولینسون در سفرنامۀ‌ خود که به سال ۱۸۳۶ مربوط می‌شود، واژۀ قره‌سو را با واژۀ قرمیسین مرتبط می‌داند و معتقد است که نام این رودخانه در نام شهر قرمسین که در امتداد ساحل آن قرار داشته، حفظ شده‌است. او همچنین معتقد است که قرمیسین نه نامی دیگر برای شهر کرمانشاه، بلکه شهری متمایز از آن است که شهر جدید کرمانشاه بر روی خرابه‌های آن شکل گرفته‌است.
فرشید یوسفی به نقل از کتاب از الوند تا مدائن نوشتۀ مهدی فرهپور ضمن اشاره به فرض مشتق شدن این واژه از واژۀ قرماسین و قرمیسین، ادعا می‌کند که سه واژۀ اوله، شواسب و خواست نام‌های قدیمی رودخانۀ قره‌سو بوده‌اند.
علی لیمویی شاعر اهل کرمانشاه نیز این واژه را ترکیبی از دو واژۀ کُردی «خوه‌ر» به معنای خورشید و «سو» به معنای سمت و جهت دانسته است. او مدعی‌ست که این رود در امتداد جهت طلوع و غروب خورشید حرکت داشته و مسیر جریان آن از غرب به شرق است، و به دلیل قداست آب و خورشید بدین نام خوانده شده‌است.
لیمویی در شعر بلندی که تحت عنوان شهر من کرمانشاه سروده این باور خود را به زبان شعر مطرح کرده و این فرض را مطرح کرده که واژۀ قره‌سو می‌تواند تحریفی از نام خوه‌ره‌سو و به معنای «به سوی خورشید» باشد.

## سرچشمه
رودخانه قره‌سو از به هم پیوستن چند رودخانه کوچک تشکیل می‌شود، اما می‌توان سرآب روانسر را مهم‌ترین و اصلی‌ترین سرچشمۀ آن دانست. رودخانۀ جاری‌شده از سرآب روانسر بعد از طی کردن نزدیک به بیست کیلومتر در نزدیکی روستای شاه‌گدار به همراه چند رودخانهٔ دیگر به هم می‌پیوندند و تشکیل قره‌سو را می‌دهند.

## مشخصات
رودخانه قره‌سو از سرآب روانسر واقع در ۵۰ کیلومتری شمال غرب کرمانشاه سرچشمه می‌گیرد و با جهت شمال غربی به جنوب شرقی جریان پیدا می‌کند. در ۱۵ کیلومتری کرمانشاه رودخانه رازآور و شاخه‌های فرعی آن به قره‌سو می‌ریزد. سپس در سطح دشت جریان یافته و در نزدیکی روستای قزانچی رودخانهٔ مِرِگ نیز به آن متصل می‌شود. قره‌سو با یک شیب آرام از داخل شهر کرمانشاه عبور کرده و در این محدوده دو رودخانه چم‌بشیر (یا کوڵه‌که‌و) و آبشوران نیز بدان می‌ریزند و در نهایت پس از عبور از کرمانشاه در نزدیکی فرامان به رودخانۀ گاماسیاب می پیوندد، این دو تشکیل رودخانه سیمره را می‌دهد. سیمره نیز به نوبۀ خود پس از رسیدن به دریاچه سد کرخه به دو قسمت تقسیم شده و نیمی به سمت تالاب هورالعظیم در مرز ایران و عراق و نیم دیگر به سمت کارون سرازیر شده و در نهایت به آب‌های خلیج فارس سرازیر می‌شود.
جان مکدونالد کینر که در دهۀ دوم قرن نوزدهم از کرمانشاه عبور و از رودخانۀ‌ قره‌سو دیدن کرده،‌ در کتاب «شرح جغرافیای امپراتوری ایران» عرض آن را ۵۰ یارد (۴۵/۷۲ متر) ثبت کرده‌است.
مسیو چریکف که در ۲۹ سپتامبر ۱۸۵۱ از قره‌سو دیدن کرده‌است، ضمن توصیف قلعه کهنه و روستای مجاور آن، گِل رودخانه را ماسه‌ای و عرض آن را ۱۵ ساجن (۳۲/۰۰۴ متر) ذکر کرده که در هنگام بالا آمدن آب به ۳۰ ساجن (۶۴/۰۰۸ متر) نیز می‌رسد. به گفتۀ وی آب رودخانۀ قره‌سو از آب شهر کرمانشاه و نیز آب طاق‌بستان بهتر بوده و به همین دلیل اهالی روستایی که در درون قلعه واقع بوده‌است در آن زمان مشغول بازسازی قلعه بوده‌اند.

## پل‌های روی رودخانه
بر روی رودخانۀ قره‌سو پل‌های متعددی ساخته شده‌است که برخی از آن‌ها در داخل شهر کرمانشاه و برخی دیگر در مناطق بالادست و یا پایین‌دست واقع شده‌اند. از جملۀ این پل‌ها می‌توان به پل کهنه، پل قوسی لب آب، پل لب آب، پل حاجی نادر، پل فلزی کوتاه کمربندی غربی، پل کمربندی غربی و پل کمربندی شرقی اشاره کرد.

## آلودگی رودخانه

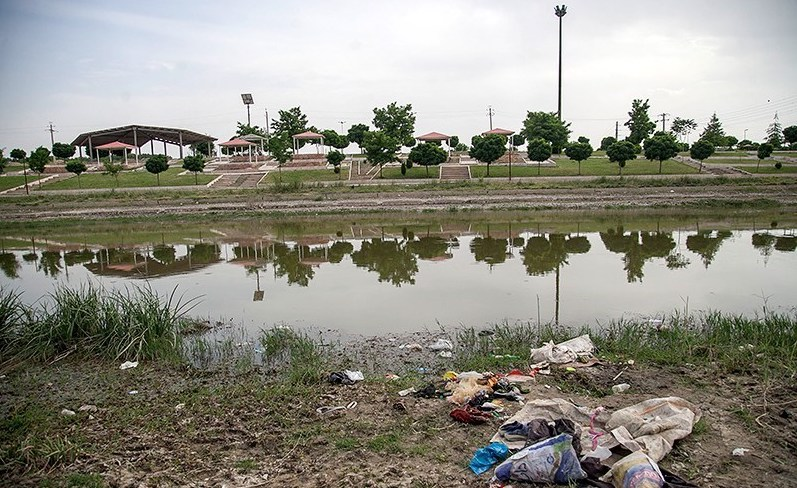
آلودگی رودخانهٔ قره سو در داخل شهر کرمانشاه

رودخانۀ‌ قره‌سو به دلیل ورود فاضلاب شهری، نخاله‌های ساختمانی، آب غسالخانه، زباله‌های شهری و  فاضلاب صنعتی بدان دچار آلودگی بسیار بالایی شده‌است، ۱۰۰ درصد فاضلاب شهر کرمانشاه از ۱۹ نقطه به رودخانۀ قره‌سو وارد می‌شود و با راه‌اندازی شهرک صنعتی انواع آلودگی‌های صنعتی هم به آن اضافه شده است و از آن با نام یک رودخانهٔ مرده یاد می‌شود. از این رو بخار آب این رودخانه نیز باعث آلودگی محیط اطراف این رود شده و چرای احشام در اطراف این رودخانه می‌تواند باعث ایجاد مسمومیت غذایی بشود. این در حالی است که آب این رودخانه برای مصارف کشاورزی مورد استفاده قرار می‌گیرد.
در سال ۱۳۹۹ ش. در حدود ۲۰۰۰ میلیارد تومان اعتبار برای رفع آلودگی این رودخانه تخمین زده شده که تنها ۳ میلیارد تومان به آن اختصاص یافته است.
در ۵ اردیبهشت ۱۴۰۲ مدیرکل محیط زیست استان کرمانشاه از آلودگی قره‌سو به عنوان مهم‌ترین معضل زیست‌محیطی شهر کرمانشاه نام برد و اعلام کرد که به دلیل تکمیل نبودن سیستم فاضلاب تنها حدود ۳۳ درصد پساب تولیدی بخش خانگی کرمانشاه تصفیه می‌شود و مابقی آن وارد رودخانه‌های آبشوران و قره‌سو می‌شود.
در ۲۵ اردیبهشت ۱۴۰۲ ۲۵ اردیبهشت ۱۴۰۲ اعلام کرد در رابطه با پیگیری وضعیت رودخانۀ قره‌سو به شهرداری و سازمان آب و فاضلاب کرمانشاه به عنوان دو سازمان مسئول اخطار صادر شده‌است که شهرداری دربارۀ لایروبی و ساماندهی حاشیۀ رودخانه و آب و فاضلاب نیز در رابطه با جلوگیری از ورود فاضلاب به آن وظیفه دارد. به گفتۀ وی آب و فاضلاب وعده داده که مدول دوم تصفیه‌خانۀ فاضلاب طی سال ۱۴۰۲ به بهره‌برداری برسد که با تکمیل آن ۷۰ درصد از فاضلاب شهر کرمانشاه تصفیه خواهد شد. به گفتۀ وی چند واحد صنعتی نیز پساب خود را به درون قره‌سو می‌ریزند، اما پالایشگاه از چند سال پیش دیگر آلاینده وارد قره‌سو نمی‌کند و به عنوان صنعت سبز شناخته شده‌است.
در ۲۷ اردیبهشت ۱۴۰۲ مدیرکل مدیریت بحران استان کرمانشاه اعلام کرد که ساماندهی رودخانۀ قره‌سو پس از چند سال بلاتکلیفی به لحاظ حقوقی تعیین تکلیف شده و بنا بر آن مدیریت بحران از طوی استاندار به عنوان مسئول آن انتخاب شده و در این راستا مقرر شده که تا پایان فروردین ۱۴۰۲ ورود فاضلاب به قره‌سو متوقف شود،‌ هرچند این مهلت به خاطر خریدن پمپ‌ها و تجهیزات انتقالی تا پایان اردیبهشت تمدید شد. بر اساس این طرح سه سازمان  شهرداری، آب منطقه‌ای و آب و فاضلاب دارای مسئولیت هستند که از این میان شرکت آب و فاضلاب وظیفه دارد جلوی ورود فاضلاب به رودخانه را بگیرد، شهرداری و آب منطقه‌ای باید آن را لایروبی کنند و درنهایت شهرداری باید نسبت به زیباسازی حاشیۀ آن اقدام کند. شرکت آب و فاضلاب اعلام کرده که تصفیه‌خانۀ شمارۀ ۱ کرمانشاه در جنوب شرقی شهر ظرفیت لازم برای انتقال و تصفیۀ فاضلاب ورودی از ۱۹ نقطه به قره‌سو را دارد و در همین راستا تا زمان افتتاح تصفیه‌خانۀ شمارۀ ۲ فاضلاب ورودی به قره‌سو به آنجا هدایت می‌شود تا در مرحلۀ بعد کار لایروبی و سپس زیباسازی حاشیۀ رودخانه به انجام برسد. به گفتۀ مدیرکل مدیریت بحران استان کرمانشاه پس از انجام این عملیات باید برای کم‌آبی ناشی از خشکسالی رودخانه نیز چاره‌ای اندیشیده شود که سه راهکار پیشنهادی ورود آب تصفیه‌شدۀ تصفیه‌خانۀ شمارۀ ۳ که قرار است در کرناچی احداث شود، تأمین آب از محل طرح سامانۀ سردسیری و یا ایجاد بندهای مختلف بین پل شرقی تا پل غربی و پمپاژ آب بین بندها و حوضچه‌ها بوده‌است.
در ۳۰ اردیبهشت ۱۴۰۲ مدیرعامل شرکت آب و فاضلاب استان کرمانشاه اعلام کرد که مطابق با اخطار ادارۀ مدیریت بحران استان کرمانشاه، بخشی از رودخانۀ قره‌سو حد فاصل کمربندی غربی و شرقی شهر کرمانشاه از فاضلاب پاکسازی شده‌است و دیگر فاضلاب در این محدوده وارد رودخانه قره‌سو نخواهد شد. وی اعلام کرد که تا قبل از این اقدام به طور متوسط حدود ۱۲۰۰ لیتر در ثانیه و در برخی ایام پیک تا ۱۸۰۰ لیتر در ثانیه فاضلاب در این محدوده به قره‌سو وارد می‌شد. وی اضافه کرد که فاضلاب این بخش که به بخش شمالی شهر کرمانشاه شامل شهرک‌های تعاون، معلم، رودکی، ظفر، مسکن، کارمندان، بلوار طاقبستان و ... مربوط می‌شود، با استفاده از ظرفیت ایستگاه پمپاژ به محلی در نزدیکی تصفیه‌خانۀ فعلی کرمانشاه در جنوب شرقی شهر منتقل می‌شود، ولی این به معنای تصفیۀ این فاضلاب نیست،‌چرا که تصفیه‌خانۀ کنونی ظرفیت تصفیۀ آن را ندارد. درواقع این فاضلاب فقط از محدودۀ محیط و منظر شهری دور شده‌است تا دستگاه‌های مسئول بتوانند با لایروبی رودخانه و ایجاد مبلمان شهری، منظری مناسب به قره‌سو بدهند. یکی از نقاط ورود فاضلاب به قره‌سو از طریق رود چم‌بشیر بوده که با انجام این طرح فاضلاب به آن رود نیز وارد نمی‌شود. با این وجود فاضلاب روستاهای بالادست رودخانه همچنان به رود وارد می‌شود که به گفتۀ مدیرعامل شرکت آب و فاضلاب استان کرمانشاه حجم آن زیاد نیست و رودخانه توان خودپالایی آن را دارد. به گفتۀ این مسئول جداسازی کامل فاضلاب از رودخانۀ قره‌سو مستلزم تکمیل تأسیسات فاضلاب شهر کرمانشاه مشتمل بر تصفیه‌خانه‌های شمارۀ ۲ و ۳، ایستگاه‌های پمپاژ ۲، ۳ و ۴ و نیز تکمیل خطوط انتقال شبکۀ فاضلاب است که به نرخ اردیبهشت ۱۴۰۲ نزدیک به ۴۳۰۰ میلیارد تومان اعتبار نیاز دارد.
در ۱ خرداد ۱۴۰۲ استاندار کرمانشاه اعلام کرد که طرح ساماندهی رودخانۀ قره‌سو در حال تدوین است و برای اجرای آن برنامۀ زمانبندی مشخص خواهد شد. در ۲ خرداد ۱۴۰۲ نیز سرپرست فرمانداری کرمانشاه اعلام کرد که پس از جداسازی فاضلاب از رودخانۀ قره‌سو اکنون شهرداری باید در زمینۀ ایجاد جاذبۀ گردشگری در محدودۀ رودخانه فعالیت کند. در ۱۳ خرداد ۱۴۰۲ شهردار کرمانشاه از امضای تفاهم‌نامه‌ای با شرکت آب منطقه‌ای خبر داد که بر اساس آن بهره‌برداری از رودخانۀ قره‌سو و حریم آن در محدودۀ شهر به شهرداری کرمانشاه واگذار می‌شود. شهردار کرمانشاه وعده داد که ظرف مدت یک سال پارک حاشیۀ رودخانه احیا خواهد شد، بستر رود لایروبی خواهد شد و قره‌سو به یک مرکز تفرجگاهی تبدیل خواهد شد.
در ۹ تیر ۱۴۰۲ محمدطیب صحرایی استاندار کرمانشاه اعلام کرد که تفاهم‌نامه‌ای بین استانداری و قرارگاه امام حسن مجتبی سپاه پاسداران انقلاب اسلامی امضا شده که به موجب آن تکمیل تصفیه‌خانه‌های فاضلاب کرمانشاه و ساماندهی رودخانۀ قره‌سو به این نهاد نظامی-امنیتی واگذار شده‌است.
در ۱۴ تیر ۱۴۰۲ مدیرکل مدیریت بحران استان کرمانشاه اعلام کرد که هرچند شرکت آب و فاضلاب کرمانشاه جداسازی فاضلاب شهرک‌های شمالی شهر کرمانشاه را انجام داده، اما شهرداری و شرکت آب منطقه‌ای تا این لحظه به وظیفۀ خود مبنی بر ساماندهی قره‌سو و لایروبی آن عمل نکرده‌اند. در این رابطه میان شرکت آب منطقه‌ای و شهرداری کرمانشاه اختلافی به وجود آمد. در ۱۷ تیر ۱۴۰۲ مدیر دفتر مهندسی رودخانه‌های شرکت آب منطقه‌ای کرمانشاه وظیفۀ این سازمان را لایروبی رودخانه‌های خارج از شهر اعلام کرد و گفت برای لایروبی رودخانه‌های داخل شهر اعتباری در اختیار این سازمان قرار نمی‌گیرد، اما چنانچه شهرداری به عنوان متولی رودخانه‌های داخل شهر نیاز به همکاری داشته‌باشد و یا اینکه اعتبار استانی در اختیار سازمان قرار بگیرد عملیات لایروبی رودخانۀ قره‌سو را اجرایی خواهد کرد. اما در ۲۴ تیر ۱۴۰۲ مدیر خدمات شهری شهرداری کرمانشاه با اشاره به «قانون توزیع عادلانۀ آب» که در اوایل دهۀ ۶۰ تصویب شده، تمام رودخانه‌ها، سواحل دریاها، نهرها و مسیل‌ها را تحت مدیریت وزارت نیرو دانست و گفت شهرداری نسبت به بخشی از رودخانۀ قره‌سو که از درون شهر عبور می‌کند و حتی حریم آن بخش از رودخانه مالکیتی ندارد و بودجه و اعتبارات ساماندهی و لایروبی رودخانه نیز به آب منطقه‌ای داده می‌شود و نه به شهرداری. به گفتۀ وی «سند ملی پاسخ به بحران» مطالعات و اجرای ساماندهی جداره و بستر رودخانه‌ها در محدودۀ شهرها را برعهدۀ شهرداری‌ها دانسته، اما این سند با قانون بالادست مغایرت دارد و مورد مناقشه است.
در اواخر تیر ۱۴۰۳ مدیرکل مدیریت بحران استان کرمانشاه اعلام کرد که  با همکاری شرکت آب منطقه‌ای غرب، رودخانۀ قره‌سو از محل ورودی آبشوران به آن تا پشت راه آهن، با هدف مقابله با پشۀ آئدس زباله‌زدایی خواهد شد. با این وجود دو هفته بعد معاون حفاظت و بهره‌برداری شرکت آب منطقه‌ای کرمانشاه اعلام کرد لایروبی این محدوده از رودخانه به‌شرط تأمین اعتبار و تهیۀ بیل مکانیکی بوم‌بلند حداقل به ۲ ماه زمان نیاز دارد.
در دی ۱۴۰۳ پس از پایان دوران مدیریت صحرایی و روی کار آمدن منوچهر حبیبی استاندار جدید وضعیت رودخانۀ قره‌سو تغییر چندانی نکرده و در عمل اتفاق مشخص و اثرگذاری نیفتاده بود.

## نگارخانه

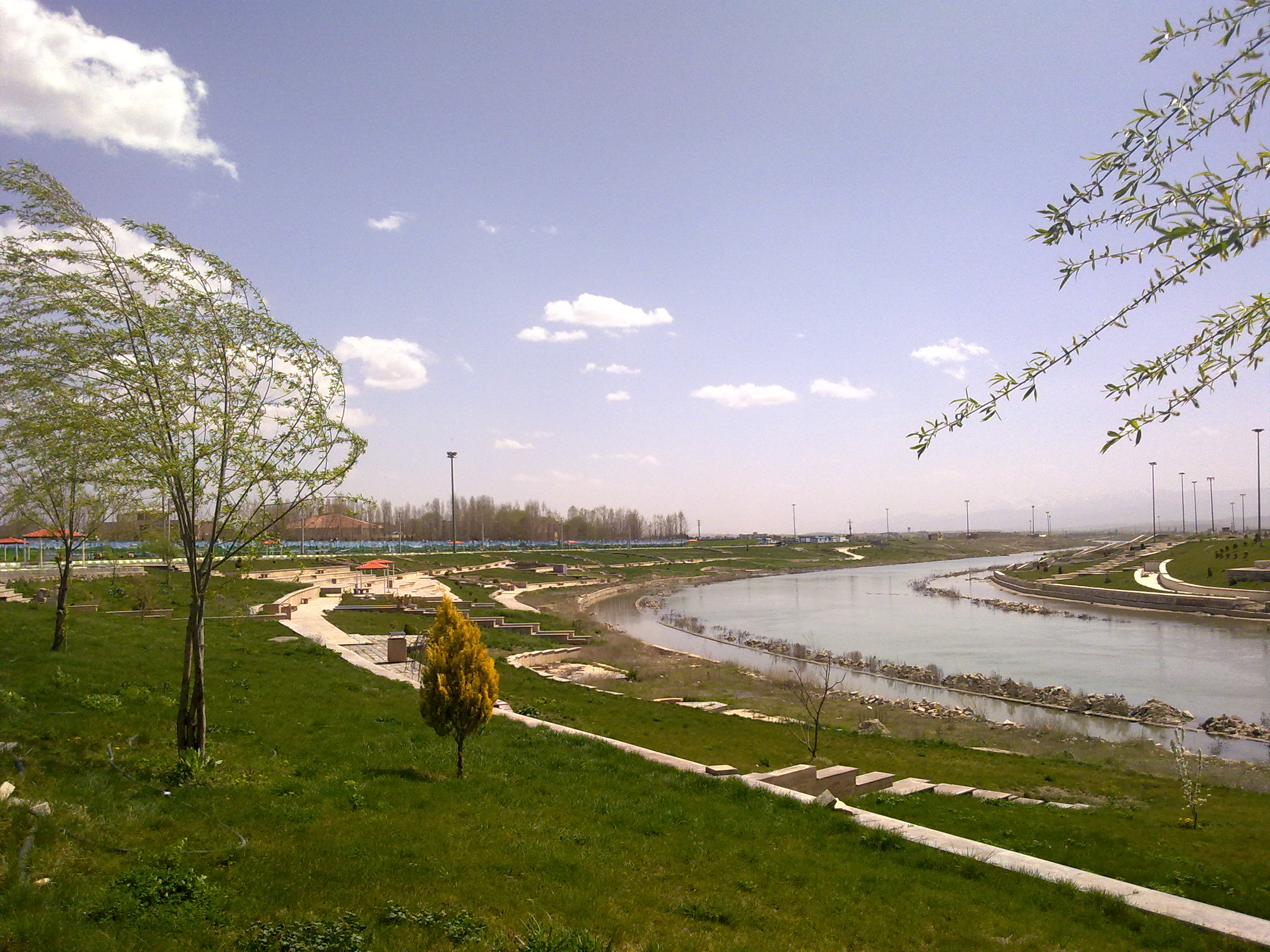
پارک حاشیۀ رودخانۀ قره‌سو
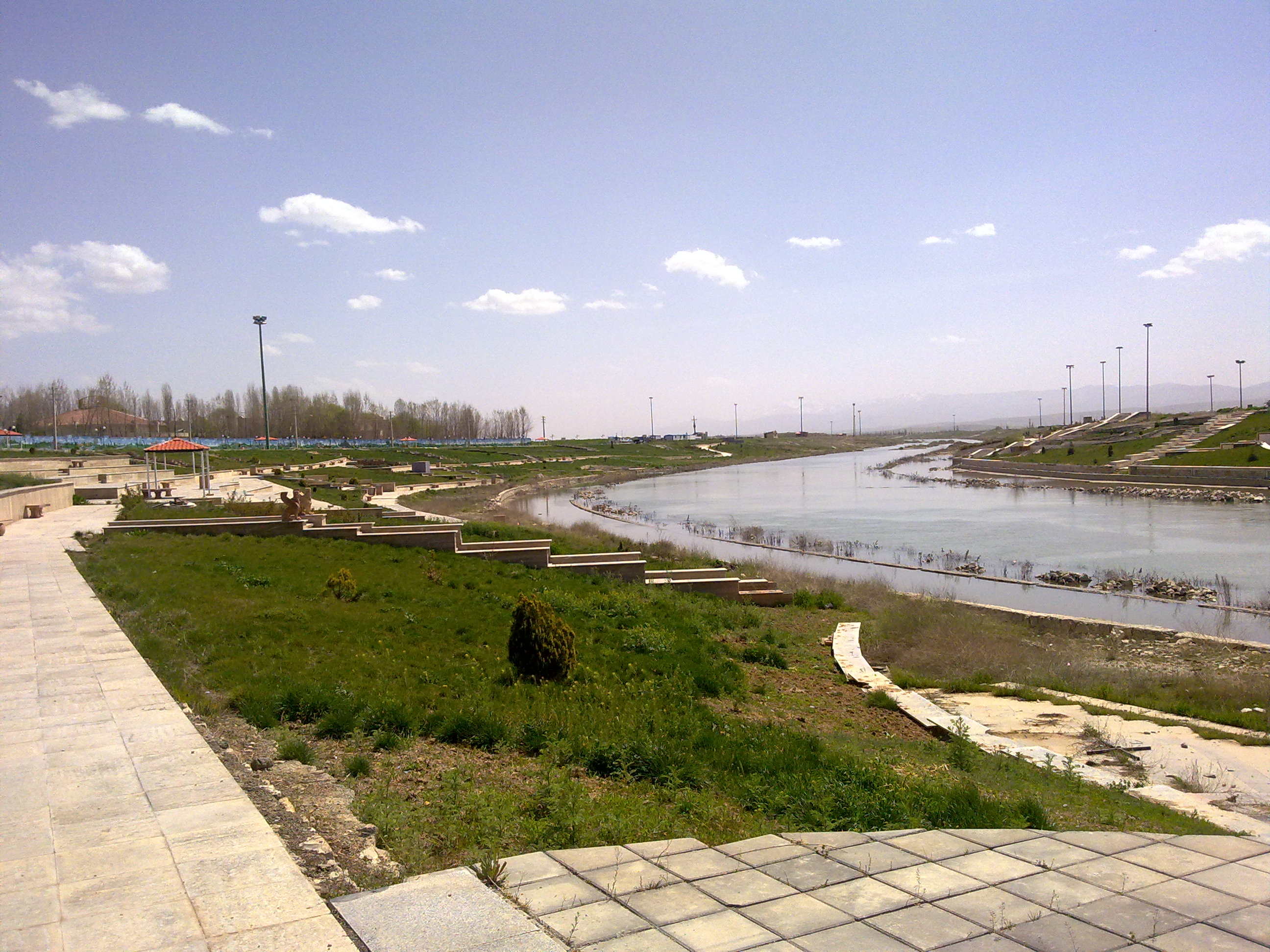
پارک حاشیۀ رودخانۀ قره‌سو